# Urmia
Urmia (persisch ارومیه Orūmīyeh; aserbaidschanisch Urmu, Urumiyə; türkisch Urmiye; kurdisch ورمێ Wurmê, Urmê; syrisch ܐܘܪܡܝܐ), zwischenzeitlich auch Rezaieh (رضائیه Rezaiyeh) genannt, ist eine Stadt im Nordwesten Irans. Die Hauptstadt der Provinz West-Aserbaidschan liegt am Westufer des Urmiasees rund 800 Kilometer nordwestlich der Landeshauptstadt Teheran.
Die Stadt liegt nahe der Grenze Irans zur Türkei.
Bei der Volkszählung 1996 hatte Urmia 435.200 Einwohner. Im Jahr 2006 wurde die Zahl der Einwohner auf 623.143 geschätzt und 2016 bei 736.224 wiedergegeben. Die Bevölkerung betrachtet sich mehrheitlich als Aserbaidschaner. Daneben gibt es noch Kurden, Perser und christliche Armenier sowie Chaldo-Assyrer (auch Aramäer genannt), die zu verschiedenen syrischen Kirchen gehören, vor allem zur chaldäisch-katholischen Kirche und zur Assyrischen Kirche des Ostens.
Der Name Urmia leitet sich von den syrisch-aramäischen Wörtern ur ‚Stadt‘ und mia ‚Wasser‘ ab und bedeutet ‚Stadt am Wasser‘.
Urmia ist ein Hochschulstandort der Islamischen Azad-Universität, deren Institut für Landwirtschaft international bekannt ist. Die Stadt liegt in einer fruchtbaren Gegend, in der Obst wie Äpfel oder Tabak angebaut werden.

## Geschichte
Der Geburtsort von Zarathustra, dem Begründer der altpersischen zoroastrischen Religion, lag nach manchen Berichten in der Nähe von Urmia; aber das ist umstritten.
Viele Jahrhunderte gehörte Urmia den verschiedenen iranischen Dynastien, bis die Oghusen im 11. Jahrhundert die Gegend eroberten. 1184 eroberten die Seldschuken die Stadt. Die Osmanen kontrollierten die Stadt auch mehrmals.
Spätestens seit dem 12. Jahrhundert ist Urmia Sitz christlicher (Erz-)Bischöfe der „Kirche des Ostens“.
Später etablierte sich ein 'Khanat Urmia'.
1759 griff das Khanat Urmia unter Khan Fatali das Khanat Karabach an. Mit seiner 30.000 Mann starken Armee konnte er die armenische Fürsten von Jraberd und Talysch unterwerfen. Nach sechsmonatiger Belagerung von Panahabad zog sich Fatali wieder zurück.
1835 wurde eine christlich-protestantische Mission von Amerikanern eingerichtet, später eine katholische der Lazaristen. Mit ihrer Hilfe wurde der regionale neu-syrische Dialekt zur Schriftsprache.
Die Stadt wurde 1880 vom kurdischen Führer Scheich Ubeydallah angegriffen.
Die Christen verschiedener Konfessionen (hauptsächlich Assyrer und Armenier) machten 1900 mehr als 40 % der Bevölkerung in den Dörfern der Gegend um Urmia aus. Die ostsyrischen Nichtkatholiken besaßen 1913 im Distrikt drei Bischöfe: Eliya von Tergawar (in Gemeinschaft mit der Russischen Orthodoxen Kirche), Dinkha von Tis und Ephrem von Urmia.

Úrmija, historische Karte (1918)

Im Laufe des Ersten Weltkrieges begingen Truppen aus dem Osmanischen Reich mit kurdischer und iranischer Unterstützung Massaker an der christlichen Zivilbevölkerung – den Völkermord an den Assyrern und Aramäern. Der für die von Rom unabhängige „Kirche des Ostens“ in Urmia tätige Bischof Mar Dinkha von Tis verlor sein Leben am 23. Februar 1915. Im Juli 1918 wurden der katholische Chaldäer-Erzbischof von Urmia, Thomas Audo, der päpstliche Delegat Jacques-Emile Sontag und viele weitere getötet, entführt oder zur Flucht gezwungen. Nur wenige kehrten zurück oder kamen hinzu, so dass die Christen heute eine religiöse Minderheit bilden.

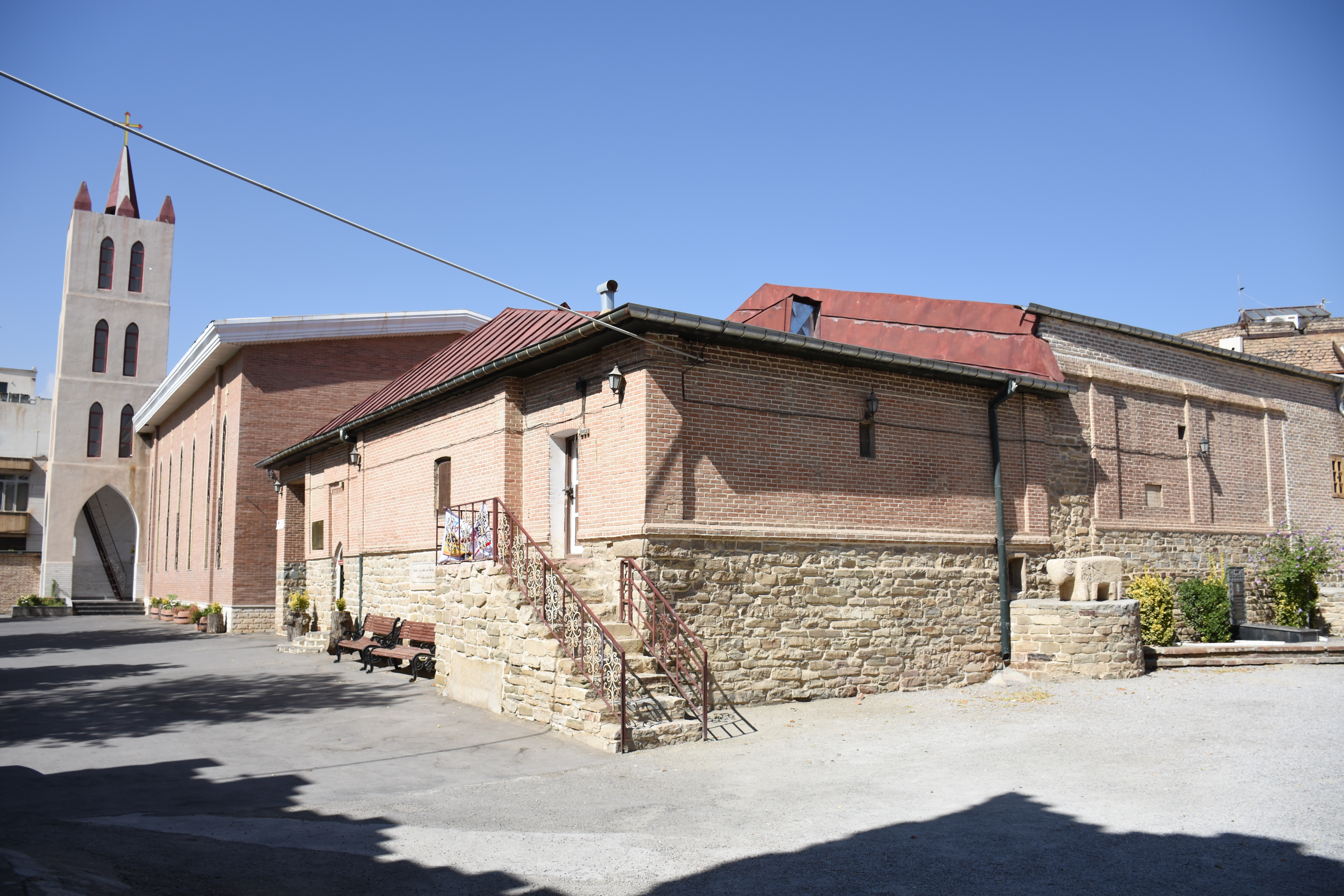
Assyrische Kirche Nane Maryam

Das Erzbistum Urmia-Salamas der Chaldäisch-katholischen Kirche mit seiner Kathedrale der Heiligen Muttergottes besteht bis zur Gegenwart (ca. 4500 Gläubige). Der Bischofssitz Urmia der mit der Russischen Orthodoxen Kirche unierten Assyrer ging mit den Verfolgungen 1918 unter. Es steht aber noch die vor dem 7. Jahrhundert erbaute und Anfang der 1960er Jahre erneuerte Kirche Nane Maryam der Assyrischen Kirche des Ostens. 2012 gab es in der Stadt eine Restgemeinde von etwa 5000 assyrischen Christen. Die Armenier der Stadt wiederum konnten 2002 die rekonstruierte St.-Stephanus-Kirche wiedereröffnen.

## Verkehr
Der Bahnhof Urmia liegt im Südosten der Stadt an der Straße nach Oschnaviyeh und ist der nördliche Endpunkt der Bahnstrecke Maragha–Urmia. Personenzüge benötigen 4 Stunden 20 Minuten bis Maragha bzw. 12 Stunden 30 Minuten bis Teheran.
15 Kilometer nördlich der Stadt liegt der Flughafen Urmia.

## Klimatabelle
|                       | Jan  | Feb  | Mär  | Apr  | Mai  | Jun  | Jul  | Aug  | Sep  | Okt  | Nov  | Dez  |   |      |
| Mittl. Tagesmax. (°C) | 1,7  | 3,7  | 10,2 | 16,5 | 22,0 | 27,4 | 31,2 | 30,6 | 26,9 | 19,5 | 12,4 | 5,7  | ⌀ | 17,4 |
| Mittl. Tagesmin. (°C) | −7,2 | −5,8 | −0,5 | 4,7  | 8,7  | 12,4 | 16,2 | 15,5 | 11,1 | 6,2  | 1,1  | −3,4 | ⌀ | 5    |
|                       |      |      |      |      |      |      |      |      |      |      |      |      |   |      |
| Niederschlag (mm)     | 32   | 32   | 50   | 59   | 47   | 15   | 4    | 3    | 4    | 31   | 37   | 33   | Σ | 347  |
|                       |      |      |      |      |      |      |      |      |      |      |      |      |   |      |
| Sonnenstunden (h/d)   | 3,7  | 4,7  | 5,5  | 6,6  | 8,7  | 11,5 | 11,7 | 11,0 | 9,8  | 7,2  | 5,5  | 3,8  | ⌀ | 7,5  |
|                       |      |      |      |      |      |      |      |      |      |      |      |      |   |      |
| Luftfeuchtigkeit (%)  | 76   | 74   | 65   | 60   | 58   | 51   | 48   | 48   | 49   | 60   | 70   | 74   | ⌀ | 61   |

| −7,2 |

| −5,8 |

| −0,5 |

| 4,7 |

| 8,7 |

| 12,4 |

| 16,2 |

| 15,5 |

| 11,1 |

| 6,2 |

| 1,1 |

| −3,4 |

| −7,2 |

| −5,8 |

| −0,5 |

| 4,7 |

| 8,7 |

| 12,4 |

| 16,2 |

| 15,5 |

| 11,1 |

| 6,2 |

| 1,1 |

| −3,4 |

## Söhne und Töchter der Stadt
- Lucy Wright Mitchell (1845–1888), US-amerikanische Klassische Archäologin und christliche Missionarin
- George Lamsa (1892–1975), aramäischer Schriftsteller, Bibelübersetzer und Lehrer, besuchte nach 1900 bis etwa 1910 das Archbishop of Canterbury's College in Urmia
- Abdul Rahman Ghassemlou (1930–1989), Vorsitzender der Demokratischen Partei Kurdistan-Iran von 1973 bis 1989
- Seifollah Samadian (* 1954), Fotojournalist, Dokumentarfotograf, Kameramann und Videokünstler
- Nejila Parspour (* 1964), Elektrotechnikerin und deutsche Hochschullehrerin
- Maryam Palizban (* 1981), Film- und Theaterschauspielerin
- Saeid Marouf (* 1985), Volleyballnationalspieler
- Kiyarash Maleki (* 1993), Volleyballtrainer und -spieler